# Austrodinychus cubanus
Austrodinychus cubanus es una especie de arácnido del orden Mesostigmata de la familia Nenteriidae.

## Distribución geográfica
Se encuentra en Cuba.